# Semnopithèque des îles de la Sonde
Presbytis comata · Croo
Ne doit pas être confondu avec De Croo.
Espèce
Statut de conservation UICN

 EN C2a(i) : En danger
Statut CITES
Le Semnopithèque des îles de la Sonde,   (Presbytis comata) est une espèce qui fait partie des mammifères Primates, de la famille des Cercopithecidae. Ce semnopithèque est un  singe en danger de disparition.

## Dénominations
Le naturaliste français Anselme Gaëtan Desmarest qui en fait la première description le nomme Croo ou Semnopithèque croo.

## Répartition

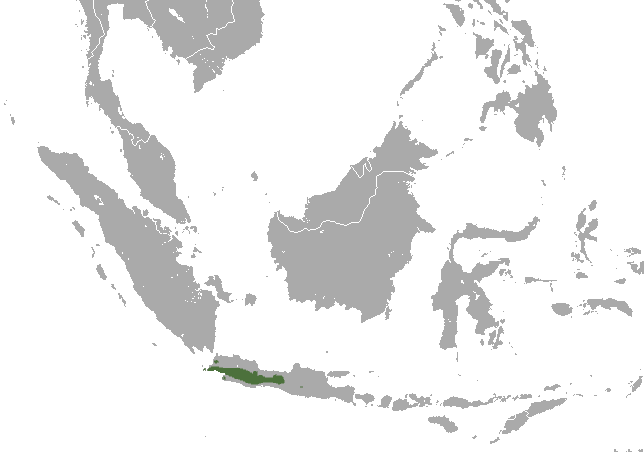
Carte d'Indonésie montrant la répartition de l'espèce (en vert) dans l'ile de Java

## Liste des sous-espèces
Selon Mammal Species of the World (version 3, 2005)  (31 juillet 2014) :
- sous-espèce Presbytis comata comata
- sous-espèce Presbytis comata fredericae